# Collège de Gambach
Pour les articles homonymes, voir Collège de Gambach.
Le Collège de Gambach est une école de maturité située à Fribourg, en Suisse. Fondé en 1905, en tant qu'École Supérieure de commerce pour jeunes filles, l'école mue en 1975 et devient un établissement secondaire du 2e degré, mixte et bilingue, placé sous l'autorité de la Direction de l'instruction publique, de la culture et des sports (DICS). Il compte deux sections linguistiques offrant deux voies d'études : un gymnase, une école de commerce (avec maturité professionnelle).

## Historique
Le Collège de Gambach est issu de l'École Supérieure de commerce pour jeunes filles, fondée le 1er août 1905 par le Conseil d'État et géré par la Congrégation des Ursulines. Cette école se trouve rattaché au couvent de des sœurs Ursulines de Fribourg.
Fort de son succès, avec 83 élèves inscrites, les Sœurs Ursulines entreprennent de construire le bâtiment principal entre 1912 et 1914. À partir de 1955, l'école connaît un développement et des travaux d'agrandissement sont entrepris entre 1962 et 1964 (chapelle, bâtiment de logement, halle de sport et aula) pour atteindre 185 élèves en 1965.
En 1977, par mesure de clarté, l'État unifie les appellations : désormais l'école devient l'un des quatre « Collèges » cantonaux réservé aux études secondaires de 2e degré. La mixité est introduite en 1978 dans la section diplôme, en même temps que le changement de nom : Collège de Gambach.
Une nouvelle augmentation des effectifs oblige à louer des salles de classe à l'École libre publique (ELP), située à l'avenue Jean-Gambach. De plus, un pavillon en bois triple est implanté dans le jardin et date de la fin des années 1970.
De 2009 à 2012 sont construits trois nouveaux bâtiments (B, C, D), puis le bâtiment principal (A) est entièrement rénové. Ce nouvel ensemble est inauguré en septembre 2014[source insuffisante].

## Personnalités

### Recteurs
Michel Corpataux est le premier directeur de l'école, en 1975. Il est remplacé par Jean-Marie Pidoud à la rentrée 1983. Jean-Pierre Bugnon succède à ce dernier le 1er septembre 1990. Pierre Marti est le recteur du collège depuis le 1er août 2010.

### Professeurs notables
- Cédric Botter, ancien hockeyeur suisse[6] ;

### Anciens élèves notables
- Michel Aebischer, footballeur suisse ;
- Méline Pierret, volleyeuse suisse ;
- Audrey Werro, athlète suisse ;
- Zoë Më, artiste suisse, représente la Suisse à l'Eurovision 2025 ;